# August Schmid-Lindner
August Schmid-Lindner (* 15. Juli 1870 in Augsburg als August Hermann Heinrich Schmid; † 21. Oktober 1959 in Auerberg, Oberbayern) war ein in München tätiger deutscher Pianist, Komponist und Hochschullehrer.

## Leben und Wirken
August Schmid-Lindner wurde Mitte Juli 1870 als Sohn von Johann Baptist Schmid und dessen Ehefrau Hermine Lindner in Augsburg geboren. Bereits als Kind von 10 Jahren war er ein „ordentlicher Organist“. Als Münchener Gymnasiast wurde er von Josef Rheinberger zum Musik-Studium ermuntert. Dieser förderte ihn als Lehrer an der Münchener Akademie der Tonkunst zusammen mit dem Klavierlehrer Hans Bussmayer. Abschließenden Unterricht erhielt Schmid-Lindner durch die Liszt-Schülerin Sophie Menter. So begann seine Laufbahn, die 1889 mit der Verleihung des Mendelssohn-Preises in Berlin den ersten größeren Erfolg einbrachte. Er wurde als Konzertpianist, Kammermusiker und Dirigent ebenso wie als hervorragender Musik-Pädagoge bekannt.
Im Jahre 1900 erhielt er eine Professur an der Akademie der Tonkunst in München, die er bis 1939 innehatte. Auch wurde er durch ein Kammerorchester unter seiner Leitung bis 1939 in zahlreichen Konzerten über München hinaus bekannt. Ferner war er einer der Begründer der Münchener Bach-Vereinigung. August Schmid-Lindner arbeitete oft mit Max Reger zusammen, u. a. bei der Ausgabe von Klavierwerken von Johann Sebastian Bach (wie etwa: Chromatische Phantasie und Fuge). Schmid-Lindner bearbeitete und veröffentlichte zahlreiche Partituren und Noten in Musikverlagen, so vor allem von Franz Liszt, sowie eigene Kompositionen. Schmid-Lindner war zudem mit Waldemar Bonsels und Fritz Skorzeny befreundet.
Er lehrte bis 1936 an der Münchner Akademie und ließ sich nach seiner Emeritierung auf dem Auerberg im ehemaligen Landkreis Schongau in Oberbayern nieder. 1939 heiratete er in zweiter Ehe seine ehemalige Schülerin Erna Forster (1904–1982).
Im Rahmen der Mozart-Woche des Deutschen Reiches war er 1941 mit der musikalischen Leitung der Aufführung von Così fan tutte in München beauftragt, deren tänzerische Darstellungen unter Leitung der Choreografin Senta Maria von Mitgliedern der Schule von Dorothee Günther, wie etwa Lilo Ramdohr, übernommen wurden.
Im März 1953 wurde Schmid-Lindner das Große Verdienstkreuz der Bundesrepublik Deutschland verliehen.
August Schmid-Lindner starb am 21. Oktober 1959 im Alter von 89 Jahren und wurde, weil sein Wohnhaus in unmittelbarer Nähe lag, an der St. Georgskirche auf dem Auerberg beerdigt. Es ist die einzige Grabstätte an diesem Ort.

## Gedenken
Seine Tochter Gertraud Schmid-Lindner ließ anlässlich seines 100. Geburtstages eine Auswahl seiner Aufsätze, die im Laufe der Jahrzehnte ab 1924 in diversen Zeitungen und Zeitschriften erschienen waren, zu einem Buch zusammenstellen. Diese 38 teils autobiografischen, musikbiografischen, musikwissenschaftlichen und instrumentenkundlichen Beiträge wurden 1973 unter dem Titel August Schmid-Lindner. Ausgewählte Schriften in Tutzing herausgegeben. Das Vorwort zu dem fast 200 Seiten umfassenden Buch schrieb der Pianist Franz Dorfmüller.
Im Buch findet sich auch die ganzseitige Abbildung eines Porträtgemäldes von August Schmid-Lindner im Alter von etwa 60 Jahren, das der Münchner Maler Peter Hirsch (1889–1978) im Jahr 1930 geschaffen hat.

## Werke (Auswahl)
zu Lebzeiten veröffentlicht
- Das Klavier in Max Regers Kunst. Gaumusikschule Danzig-Westpreußen, Danzig 1942.
- F. Liszt: Liebestraum No. 3 in As-Dur. Schott.
- Das verrückte Tischl. Tanzpantomime nach Mozarts Fragment „Musik zu einer Faschingspantomime“ KV 446 (Bearb.: A. Schmid-Lindner 1941). Agentur Bärenreiter (Alkor-Edition Kassel)

posthum erschienen
- August Schmid-Lindner. Ausgewählte Schriften. Hans Schneider, Tutzing 1973, ISBN 3-7952-0121-7 (umfangreiche Zusammenstellung seiner Aufsätze).

## Widmungsträger
Mehrere Komponisten widmeten August Schmid-Lindner Werke:
- Max Reger: Variationen und Fuge über ein Thema von Johann Sebastian Bach, op. 81 (1904) für Klavier.
- Lilo Martin: Sonate a-moll op. 2 (1935) für Klavier.